# Horace Hood
Horace Lambert Alexander Hood KCB, MVO (* 2. Oktober 1870 in London; † 31. Mai 1916 auf hoher See) war ein Konteradmiral der britischen Royal Navy.

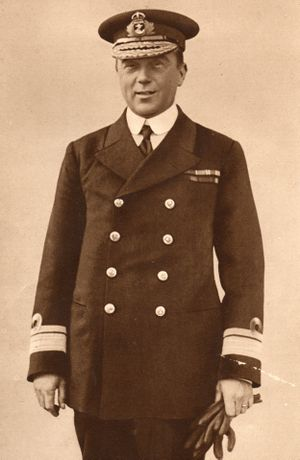
Horace Hood, 1916

## Leben
Hood war als dritter Sohn des Francis Hood, 4. Viscount Hood, ein Nachfahre des berühmten Admirals Samuel Hood, 1. Viscount Hood.
Er trat 1883 in die Royal Navy ein und diente auf der Temeraire und der Hyacinth. Während des samoanischen Hurrikans 1889 diente er als Midshipman auf der Calliope.
Zu Beginn des Ersten Weltkriegs befehligte er einen Verband von Monitoren im Ärmelkanal zur Küstenbeschießung an der deutsch besetzten belgischen Küste. Anschließend kommandierte er die 3rd Battle cruiser squadron (3. Schlachtkreuzergeschwader) von Sir John Jellicoes Grand Fleet. Er starb an Bord seines Flaggschiffs Invincible, als dieses während der Skagerrakschlacht explodierte. Nur sechs Mann der Besatzung konnten gerettet werden.
Hood wurde postum zum Knight Commander des Bathordens (KCB) erhoben. Nach Horace Hood ist der antarktische Hood-Gletscher benannt.

## Ehe und Nachkommen
Aus seiner 1910 geschlossenen Ehe mit Ellen Touzalin († 1950) hinterließ er zwei Söhne:
- Samuel Hood, 6. Viscount Hood (1910–1981);
- Alexander Lambert Hood, 7. Viscount Hood (1914–1999).

Beim kinderlosen Tod seines Bruders, des Grosvenor Hood, 5. Viscount Hood, gingen dessen Adelstitel als Viscount Hood 1933 zunächst auf seinen älteren Sohn Samuel und bei dessen kinderlosem Tod an seinen jüngeren Sohn Alexander über.